# 村の学校 (ステーンの絵画)
『村の学校』（むらのがっこう、蘭: Dorpsschool、英: The Village School）、または『学校の教師』（がっこうのきょうし、英: The Schoolmaster）は、オランダ黄金時代の画家ヤン・ステーンがキャンバス上に油彩で制作した絵画である。画家の最も多作で重要なハールレム滞在時代の1665年ごろに描かれた。作品は1879年にロンドンで購入されて以来、ダブリンにあるアイルランド国立美術館に所蔵されている。

## 作品
ステーンは放縦な家庭を描いた作品で最も知られており、それらはしばしば道徳的な主題を持ち、オランダの諺を表す。しかし、彼は非常に多作な画家で、オランダの諸都市を移動したことにも刺激を受け、絶えず新しい様式と主題を模索した。多くの風俗画に加え、ステーンは宗教画や神話画も描き、少数の肖像画も手掛けている。
ステーンは、とりわけ子供の描写にすぐれていた。学校の子供を描いた主題は同時代の画家ヘラルト・ドウが一般化したもので、学習、慎重さ、勤勉さといったものへの示唆が示されている。しかし、ステーンの手にかかると、真面目な教師は年老いて奇妙な服装をした、頭の足りない教師にとってかわられ、彼らは子供たちの悪戯を完全に忘却しているか、常套手段の木のスプーンで子供たちを罰するのである。
本作は、教師に叱られている子供を描いている。そのかわいそうな子供を、ステーン自身の子供たちの顔をしているほかの何人かの生徒たちが見ている。壁に掛けられている物の中には、子供たちが本を入れて学校に持ってくる箱がある。ステーンはまた、画面左側の壁龕に酒瓶を配している。17世紀のオランダの学校の教師の多くは家主でもあり、作家、画家、版画家などは彼らをアル中患者として表現している。本作の教師の服装は明らかに古めかしいもので、彼を滑稽に見せている。